# Tarnaméra
Tarnaméra là một thị trấn thuộc hạt Heves, Hungary. Thị trấn này có diện tích 28,26 km², dân số năm 2010 là 1619 người, mật độ 57 người/km².